# Battaglia di Manzicerta (1054)
La battaglia di Manzicerta nel 1054, fu combattuta tra l'esercito bizantino guidato da Basilio Apocapa e i Turchi Selgiuchidi guidati dal sultano Toghrul Beg. In questo scontro uscirono vincitori i Bizantini, che salvarono la città di Manzicerta dall'assedio turco, ma diciassette anni dopo questa località verrà ricordata come il posto dove i Bizantini subirono la loro peggiore sconfitta in tutta la loro storia.